# Primar de Bălți
Primarul de Bălți este șeful administrației publice locale, reprezintă autoritatea executivă în municipiul Bălți. Primarul participă la ședințele Consiliului Municipal Bălți și are dreptul să se pronunțe asupra tuturor problemelor supuse dezbaterii. Confirmarea legalității alegerii primarului și validarea mandatului acestuia se fac în condițiile Codului electoral . În prezent primarul este ales pentru un termin de 4 ani. În lipsa primarului, funcțiile acestuia sunt exercitate de unul din viceprimari sau, după caz, de secretarul consiliului .
Din perioada interbelică există puține informații referitoare la deținerea funcției de primar al orașului Bălți. Durata de deținere a unui mandat era scurt, în unii ani succedându-se 6 primari (1930). În perioada sovietică atribuțiile primarului erau executate de Președintele Comitetului executiv al orașului . La începutul anilor 90 funcția de primar a fost restabilită. 

## Lista primarilor
Lista șefilor de administrație locale Bălți: